# Habib Bektaş
Habib Bektaş (* 1. März 1951 in Salihli, Türkei) ist ein türkischstämmiger Schriftsteller, Journalist und literarischer Übersetzer, der hauptsächlich in Deutschland sowie in der Türkei veröffentlicht.

## Leben und Wirken

### Privates
Habib Bektaş übersiedelte im Jahr 1972 nach Deutschland. Nach verschiedenen Tätigkeiten (Fabriken, Gastronomie) eröffnete er mit seiner Frau Müjgan eine Gaststätte in Erlangen, die sie bis 1986 betrieben. Von 1986 bis 1991 war er als Drogenberater und Streetworker bei der Drogenberatungsstelle Mudra-Drogenhilfe Nürnberg e.V. beschäftigt. Von 1989 bis Oktober 2011 betrieb er mit seiner Frau das von ihnen gegründete Theatercafé Erlangen. Habib Bektaş lebt mit seiner Frau in Erlangen sowie in der Türkei. Er hat zwei erwachsene Kinder.

### Literarisches Werk
Bektaş, der sich früh als Vertreter der deutschen Gegenwartsliteratur begriff (vgl. Piper-Taschenlexikon zur bayerischen Gegenwartsliteratur, 1986), schrieb bereits als Gelegenheitsarbeiter in der Türkei Gedichte, die in türkischen Literaturzeitungen veröffentlicht wurden.
Bektaş´ umfangreiches Werk, zu dem Gedichte, Erzählungen und Romane gehören, erscheint sowohl in der Türkei als auch, aus dem Türkischen übersetzt, auf dem deutschsprachigen Buchmarkt sowie in Griechenland und in Brasilien. Die ersten Veröffentlichungen des Autors in Deutschland waren die Lyrik- und Prosasammlung Belagerung des Lebens (1982) und der Gedichtband Ohne dich ist jede Stadt eine Wüste (1984). Später folgten von ihm auch längere Erzählungen, Theaterstücke, Romane und Kinderbücher. Sein Roman Duft der Schatten wurde 1999 unter dem Titel Septembersturm (Eylül firtinasi) vom renommierten Regisseur Atif Yilmaz verfilmt. Weiterhin wurden zahlreiche seiner Geschichten vom Bayerischen Rundfunk und TRT (Türkische staatliche Rundfunkanstalt) inszeniert. Habib Bektaş ist zudem als Kolumnist für die Zeitungen Evrensel und Yeni Hayat tätig.
2005 gründete Bektaş zusammen mit Yüksel Pazarkaya den Sardes Verlag, einen Spezialverlag für zeitgenössische türkische und deutsch-türkische Literatur.

## Auszeichnungen
- 1982: Kulturförderpreis der Stadt Erlangen
- 1989: Romanpreis des Milliyet Verlagshauses für den Roman Hamriyanım
- 1997: Romanpreis des İnkılap Verlages für den Roman Gölge Kokusu
- 2000: Türk Dil Derneği Ömer Asim Aksoy Preis des Instituts für die türkische Sprache für den Roman Cennetin Arka Bahçesi

## Werke (Auswahl)

### Lyrik
- 1981 Belagerung des Lebens (Lyrik), Ararat Verlag Berlin, ISBN 3-921889-58-8
- 1983 Erlangen şiirleri (Lyrik), Derinlik Verlag, Istanbul
- 1984 ohne dich ist jede stadt eine wüste (Lyrik), Damnitz-Verlag, München, ISBN 3-88501-034-8
- 1985 Reden die Sterne (Kindergedichte für Erwachsene), Damnitz-Verlag, München, ISBN 3-88501-054-2
- 1985 Adresinde yoktur (Lyrik), Dayanışma Verlag, Ankara,
- 1989 Das vergessene wachsen (Lyrik), art-direct Verlag Erlangen,
- 1992 Sözü Yurt Edindim (Lyrik), Broy Verlag, Istanbul
- 1996 wie wir Kinder (Kindergedichte für Erw.), Verlag der Ev.-Luth. Mission Erlg., ISBN 3-87214-269-0
- 1997 Zaghaft meine Sehnsucht (Lyrik), Horlemann Verlag, Bonn, ISBN 3-89502-061-3
- 2002 babel zum trotz (Lyrik), Horleman Verlag, Bonn, ISBN 3-89502-158-X
- 2006 Farbe des Lichts (Lyrik & Aquarell), Sardes Verlag, Erlangen, ISBN 978-3-9810419-5-8
- 2008 Ein Gedicht, ohne Widmung (Lyrik), Sardes Verlag, Erlangen, ISBN 978-3-9810419-7-2
- 2009 Das Gedächtnis der Spiegel (Lyrik),€ Sardes Verlag, Erlangen, ISBN 978-3-941025-07-3
- 2010 Ay Terazin Olsun (Lyrik), Yasak Meyve Verlag, İstanbul, ISBN 978-975-6198-82-7

### Prosa
- 1989 Yorgun Ölü (Prosasammlung), Yaba Verlag, Ankara, ISBN 975-386-001-3
- 1989 Hamriyanım (Roman), Remzi Verlag, Istanbul, ISBN 975-14-0141-0
- 1991 Das Länderspiel (Prosasammlung), Heliopolis-Verlag, Tübingen, ISBN 3-87324-101-3
- 1991 Uyuşturucu Batağı (Sachbuch über Drogensucht), Milliyet Verlag, Istanbul, ISBN 975-506-098-7
- 1997 Gölge Kokusu (Roman), İnkılap Verlag, Istanbul, ISBN 975-510-994-3
- 1997 Meyhane Dedikleri (Prosasammlung), İnkılap Verlag, Istanbul, ISBN 975-10-1209-0
- 2000 Cennetin Arka Bahçesi (Roman), Can Verlag, Istanbul, ISBN 975-510-909-9
- 2001 Ben Öykülere İnanırım (Prosasammlung), Can Verlag, Istanbul, ISBN 975-07-0063-5
- 2005 Ein Gewöhnlicher Tag (Erzählungen) Sardes Verlag, Erlangen, ISBN 3-9810419-0-9
- 2006 Ein Päckchen `H` (Erzählungen) Sardes Verlag, Erlangen, ISBN 978-3-9810419-2-7
- 2007 Hamriyanim – Frau Teig (Roman) Sardes Verlag, Erlangen, ISBN 978-3-9810419-6-5
- 2008 Hinterhof des Paradieses (Roman) Sardes Verlag, Erlangen, ISBN 3-941025-06-6

### Kinderbücher
- 1991 Mein Freund, der Opabaum, Boje Verlag, Erlangen, ISBN 3-414-81941-4
- 1991 Şirin wünscht sich einen Weihnachtsbaum (Kinderbuch), Ravensburger-Verlag, ISBN 3-473-33496-0
- 1994 Metin macht Geschichten, Boje Verlag, Erlangen, ISBN 3-414-88375-9
- 1997 Alamancı Metin (Kinderroman), Kultusministerium der Türkei, Ankara, ISBN 975-17-1766-3

### Bühnenwerke
- 2000, Etwas, Theater Erlangen
- 2003, Sirin wünscht sich einen Weihnachtsbaum, Theater Erlangen
- 2010, Titil und Bibil, Staatstheater Diyarbakır, Türkei